# بین‌الملل سوم (روستا)
بین‌الملل سوم (روستا) (به ترکی آذربایجانی: Üçüncü Beynəlmiləl) یک منطقهٔ مسکونی در جمهوری آذربایجان است که در شهرستان شمکور واقع شده‌است.